# GP Goriška & Vipava Valley 2023
Il GP Goriška & Vipava Valley 2023, seconda edizione della corsa, valido come evento dell'UCI Europe Tour 2023 categoria 1.2, si svolse il 23 marzo 2023 su un percorso di 154,4 km, con partenza e arrivo a Nova Gorica, in Slovenia. La vittoria fu appannaggio del ceco Adam Ťoupalík, il quale completò il percorso in 3h31'44", alla media di 43,753 km/h, davanti all'italiano Filippo Fiorelli e allo sloveno Tilen Finkšt.
Sul traguardo di Nova Gorica 107 ciclisti, su 170 partenti, portarono a termine la competizione.

## Squadre partecipanti
| N.      | Cod. | Squadra                    |
| ------- | ---- | -------------------------- |
| 1-5     | CTF  | Cycling Team Friuli        |
| 11-16   |      | mebloJOGI Pro-concrete     |
| 21-26   | ADR  | Adria Mobil                |
| 31-36   | CTK  | Cycling Team Kranj         |
| 41-46   | LGS  | Ljubljana Gusto Santic     |
| 51-56   |      | Ribno Alpine Resort Bled   |
| 61-66   | CGC  | China Glory Continental CT |
| 71-76   | EKA  | Elkov-Kasper               |
| 81-85   | VOS  | Voster ATS Team            |
| 91-96   | TIR  | Tirol KTM Cycling Team     |
| 101-106 | HAC  | Hrinkow Advarics           |
| 111-116 | WSA  | WSA KTM Graz p/b Leomo     |
| 121-125 | OE2  | Kamen Team                 |
| 131-135 |      | Ferei-CCN Metalac          |
| 141-146 | MSP  | HRE Mazowsze Serce Polski  |

| N.      | Cod. | Squadra                         |
| ------- | ---- | ------------------------------- |
| 151-156 | TCM  | Tashkent City Professional CT   |
| 161-166 |      | Solme-Olmo                      |
| 171-176 | GAL  | Gallina Ecotek Lucchini Colosio |
| 181-186 | PBS  | Maloja Pushbikers               |
| 191-196 | RSW  | Team Felbermayr-Simplon Wels    |
| 201-206 | GBF  | G. Project-BardianiCSF-Faizané  |
| 211-216 | SWT  | Santic-Wibatech                 |
| 221-226 | XSU  | XSpeed United Continental       |
| 231-236 |      | Lotus Team                      |
| 241-246 | RBB  | RRK Group-Pierre Baguette-Benz. |
| 251-256 | EPR  | Epronex-Hungary Cycling Team    |
| 261-266 | ADQ  | Astana Qazaqstan DT             |
| 271-276 | SRT  | Scorpions Racing Team           |
| 281-286 | TND  | Team Novo Nordisk Development   |

## Ordine d'arrivo (Top 10)
| Pos. | Corridore           | Squadra       | Tempo    |
| ---- | ------------------- | ------------- | -------- |
| 1    | Adam Ťoupalík       | Elkov         | 3h31'44" |
| 2    | Filippo Fiorelli    | Green Project | a 2"     |
| 3    | Tilen Finkšt        | Adria Mobil   | s.t.     |
| 4    | Alex Tolio          | Green Project | s.t.     |
| 5    | Dylan Hopkins       | Ljubljana     | s.t.     |
| 6    | Marcin Budziński    | Mazowsze      | s.t.     |
| 7    | Filippo Magli       | Green Project | a 10"    |
| 8    | Sebastian Putz      | Tirol KTM     | s.t.     |
| 9    | Savelij Laptev      | Astana DT     | a 15"    |
| 10   | Giovanni Bortoluzzi | CT Friuli     | s.t.     |